# Římskokatolická farnost Horní Jelení
Římskokatolická farnost Horní Jelení je územním společenstvím římských katolíků v pardubickém vikariátu královéhradecké diecéze.

## O farnosti
První zmínka o vsi Horní Jelení je z roku 1472. Nynější farní kostel Nejsvětější Trojice byl postaven v letech 1600-1602 a novogoticky upraven v 19. století. Farnost má do dnešních dnů sídelního duchovního správce, který je zároveň administrátorem ex currendo ve farnostech Borohrádek a Radhošť.
| Kostel                     | Místo        | Bohoslužba                               | Bohoslužba            | Poznámka                  |
| -------------------------- | ------------ | ---------------------------------------- | --------------------- | ------------------------- |
| Kostel Nejsvětější Trojice | Horní Jelení | neděle úterý středa čtvrtek pátek sobota | 8.45 17.30 18.00 8.00 | farní kostel              |
| Oratorium                  | Horní Jelení | pondělí                                  | 14.00                 | oratorium v Domově Simeon |